# Ferrari Enzo Ferrari
Ne doit pas être confondu avec Enzo Ferrari.
 (octobre 2017).
Si vous disposez d'ouvrages ou d'articles de référence ou si vous connaissez des sites web de qualité traitant du thème abordé ici, merci de compléter l'article en donnant les références utiles à sa vérifiabilité et en les liant à la section « Notes et références ».
La Ferrari Enzo Ferrari, souvent appelée « Ferrari Enzo », est une supercar du constructeur automobile italien Ferrari, pourvue d'un moteur V12 de 660 chevaux, inspirée de l'univers de la Formule 1 et construite à 400 exemplaires, entre 2002 et 2005.

## Historique
Nommée en hommage au fondateur du célèbre constructeur de voiture de sport Enzo Ferrari (décédé le 14 août 1988) et pour commémorer le premier titre en Formule 1 du nouveau millénaire, elle est présentée au Mondial de l'Automobile de Paris en octobre 2002. Juste avant sa présentation officielle au Mondial de l'automobile, la voiture de présentation s'est envolée d'Italie vers la Californie pour apparaître dans le film Charlie's Angels 2, où, dans une scène, la voiture est conduite par Demi Moore.
À l'origine, ce modèle devait être construit à 349 exemplaires. L'entreprise a décidé d'envoyer des invitations aux précédents clients ayant au préalable acheté la Ferrari F40 ou la Ferrari F50 et les 349 exemplaires seront vendus avant le début de la mise en production. À la suite des pressions de clients potentiels, Ferrari décide de construire cinquante Enzo de plus, portant la production totale à 399 exemplaires.
En 2005, un 400e exemplaire est construit et donné à Jean-Paul II. Cet exemplaire fut vendu en juin pour 950 000 euros lors d'une vente aux enchères caritatives au profit des victimes du tsunami du Sri Lanka. Le PDG de Ferrari Luca di Montezemolo avait ensuite remis le chèque à Benoît XVI, le successeur de Jean-Paul II. En 2015, elle est revendue pour 6 millions de dollars. Cette voiture est dotée d'une configuration unique : intérieur en cuir beige, becquet en carbone apparent et intérieur du capot dédicacé par Luca di Montezemolo.
Par ailleurs, trois mulets ont été construits, nommés « M1 », « M2 » et « M3 ». Chacun ressemble à une Ferrari 348 et fut construit en 2000. Le troisième mulet est vendu aux enchères chez RM Sotheby's en même temps que la 400e Enzo en juin 2005, au prix de 195 500 euros.
Ferrari propose régulièrement des voitures qui rassemblent en un seul modèle les dernières connaissances techniques et technologiques de la marque. La Enzo, dessinée par Pininfarina, plus précisément par le japonais Ken Okuyama, est une synthèse entre la technologie et le design directement déclinés des F1 de la Scuderia Ferrari. Le pilote allemand Michael Schumacher a d’ailleurs participé à la mise au point de cette supercar.

## Design

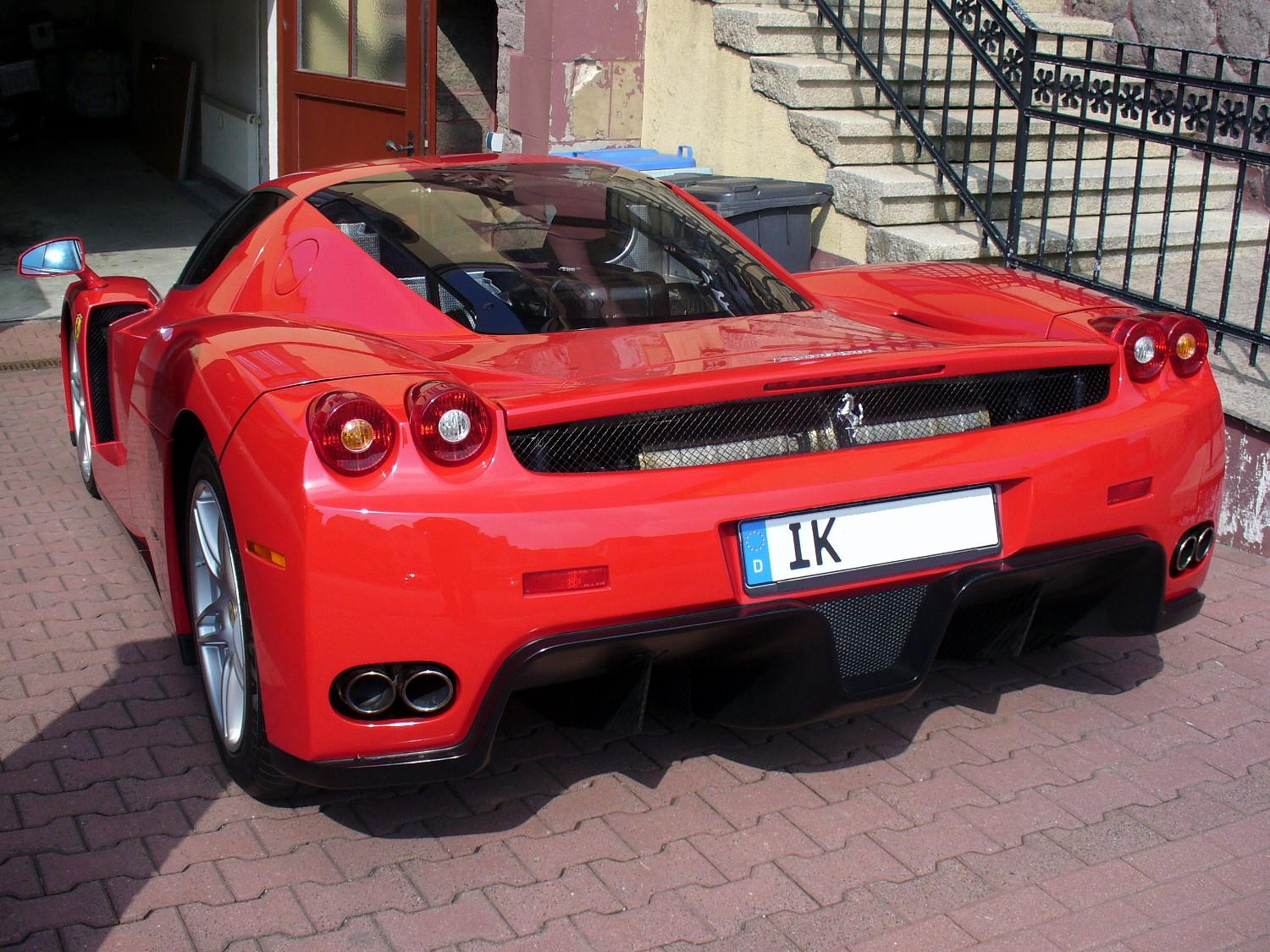
Arrière de la Enzo.

Supervisé par le styliste japonais Ken Okuyama, le design extérieur de l'Enzo est conçu pour permettre à la voiture de rester stable et pour la plaquer au sol à hautes vitesses en profitant au maximum de l'effet de sol. Les designers de chez Pininfarina se sont inspirés de la course automobile et plus particulièrement de la Formule 1. En effet, l'Enzo utilise un fond plat et un large diffuseur arrière permettant ainsi d'éviter d'avoir recours à un aileron. L'Enzo utilise aussi deux sillons de chaque côté du capot avant, ceux-ci, alimentés par les entrées d'air avant, agissent à la manière d'ailerons et plaquent l'avant de la voiture au sol en dirigeant l'air jusqu'aux entrées d'air placées sur les flancs. Deux petites ouvertures situées devant les roues arrière permettent aussi de maintenir les freins et les pneus arrière à la bonne température.
De nombreux éléments de l'Enzo rappellent l'univers de la course automobile : par exemple, l'unique essuie-glace ou bien les écussons de la Scuderia Ferrari sur les flancs. À l'arrière, l'Enzo se distingue par ses quatre feux et sa quadruple sortie d'échappement. Ses feux partiellement intégrés dans la carrosserie seront repris sur la F430, puis sur la 612 Scaglietti.

## Technique

### Moteur et performances

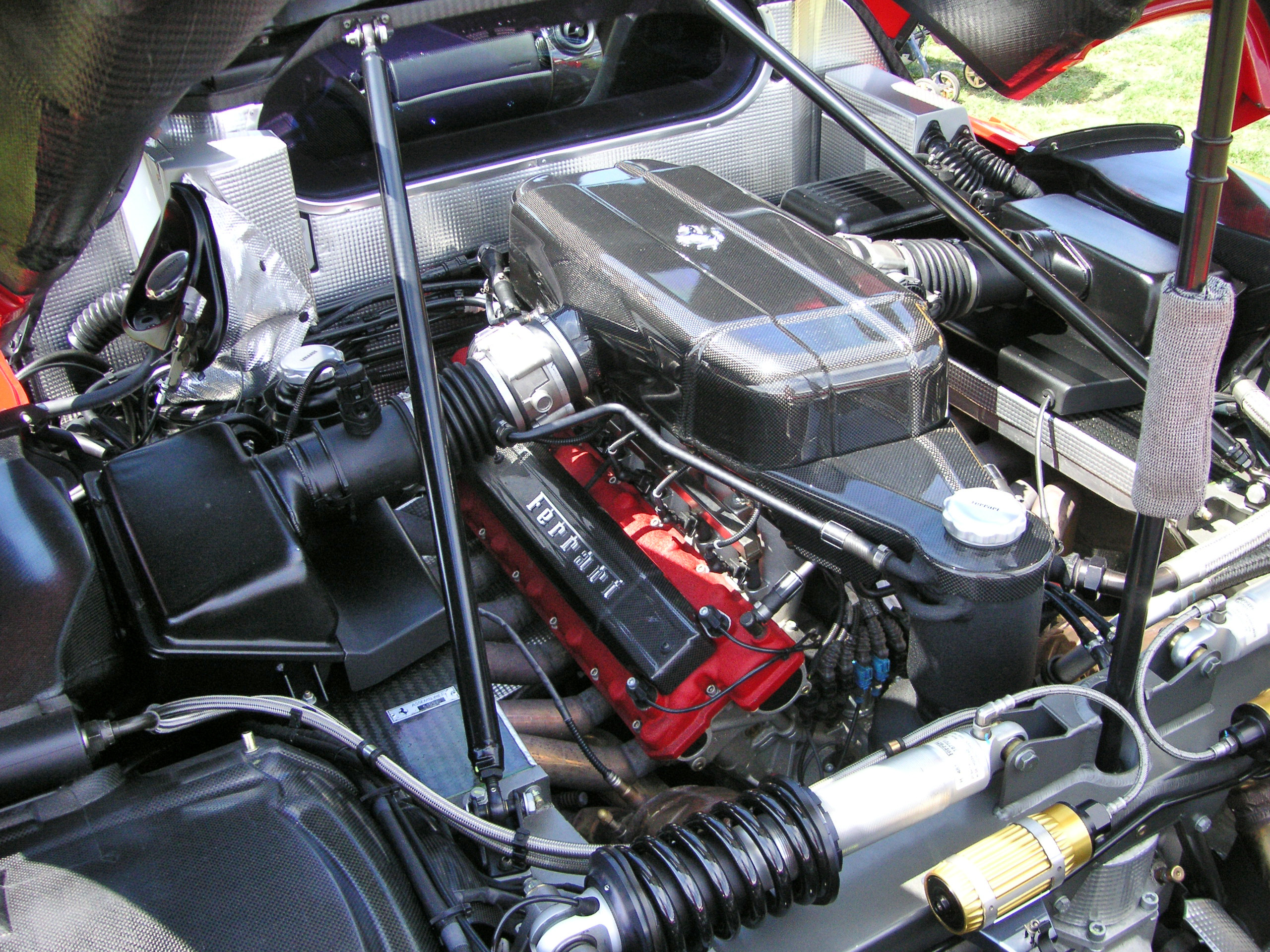
Le compartiment moteur de l'Enzo.

Mue par un V12 de 6 litres et 48 soupapes placé en position longitudinale arrière, l'Enzo est la première Ferrari à dépasser la barre des 600 ch avec une puissance maximale de 660 ch à 7 800 tr/min. Le couple est quant à lui de 657 N m à 5 500 tr/min. La cylindrée totale est de 5 998 cm3, soit une augmentation de 1 298 cm3 par rapport à la F50, bien que le moteur de l'Enzo n'ait rien en commun avec celui de cette dernière. L'alésage passe à 92 mm et la course à 75,2 mm, portant la cylindrée à 500 cm3 par cylindre. Les soupapes d'admission et d'échappement variables ainsi que la gestion électronique intégrale Bosch Motronic ME7 permettent au moteur de l'Enzo un meilleur fonctionnement avec un régime maximum de 8 200 tr/min.
Les performances de l'Enzo sont exceptionnelles pour une voiture de route. La vitesse maximale de l'Enzo est de 363 km/h atteint sur route fermée. Le 0 à 100 km/h s'effectue en 3,65 secondes. Le 0 à 200 km/h est avalé en 9,6 secondes, le 400 mètres départ arrêté  est abattu en 11 secondes et le 1 000 m départ arrêté est quant à lui réalisé en 19,6 secondes. L'Enzo a aussi été chronométrée sur le circuit officiel de Ferrari, la piste de Fiorano (longue de 3,021 km) avec un temps de 1 min 24 s 9. La consommation est de 36 L/100 km en cycle urbain, 15,2 en cycle extra-urbain et 22,8 en cycle mixte. La capacité du réservoir est de 110 litres.
Le magazine Evo a testé la voiture sur le circuit de Nordschleife en août 2008 et a obtenu un temps de 7 min 25 s 7 dans son second tour. Un temps comparable a celui de la Lamborghini Aventador LP700-4 (7 min 25 s) apparue presque dix ans plus tard.

### Transmission
La transmission séquentielle semi-automatique de l'Enzo est du même type que celles utilisées en Formule 1. Les changements de vitesse se font par l'intermédiaire de palettes situées de chaque côté du volant qui déclenche un système d'embrayage robotisé. Une série de LED sur le tableau de bord indique au conducteur le moment approprié pour changer de rapports. Le temps nécessaire au changement de vitesse est de 150 millisecondes. La transmission, initialement sans embrayage, fut remplacée par une version plus « classique » à la suite de nombreuses plaintes des clients. L'Enzo est une propulsion, elle dispose d'un différentiel autobloquant et d'un antipatinage déconnectable de série.

### Châssis et comportement
La Enzo est portée par quatre suspensions indépendantes à pistons, à l'avant en triangle et à l'arrière en trapèzes superposés. L'amortissement peut être ajusté depuis l'habitacle et se complète par des barres anti-roulis à l'avant comme à l'arrière.
Par ailleurs, ses roues sont de 483 millimètres (19 pouces), le système de freinage est quant à lui assuré par des freins à disque carbone-céramique Brembo de 381 millimètres (soit 15 pouces) sécurisés par un ABS et ESP.

## Habitabilité et confort
L'Enzo se veut être une sportive pure qui n'a pour objectif que la performance et ses concepteurs ne pouvaient l'encombrer d'accessoires superflus : en conséquence, l'habitacle se passe de vitres électriques, de radio et de climatisation. Le coffre est symbolique mais une bagagerie de haute couture le complète avec élégance.
La voiture est néanmoins équipée d'un ordinateur de bord, situé à gauche des compteurs, affichant des informations inédites pour l'époque telles que la pression d'huile et celle des pneus.

## Accueil du public
En 2002, la Ferrari Enzo surprend par sa silhouette, sa boîte commandée par des palettes au volant, son V12 de 6 litres de cylindrée développant 660 ch, et un compteur affichant une vitesse max de 400 km/h, des prestations uniques à cette époque.

## Galerie

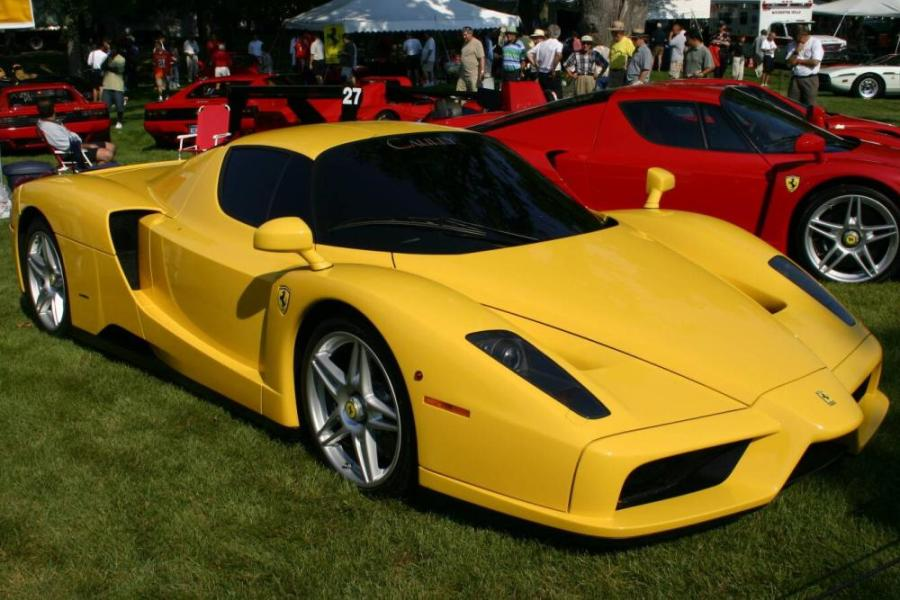
Vue de trois-quarts avant.
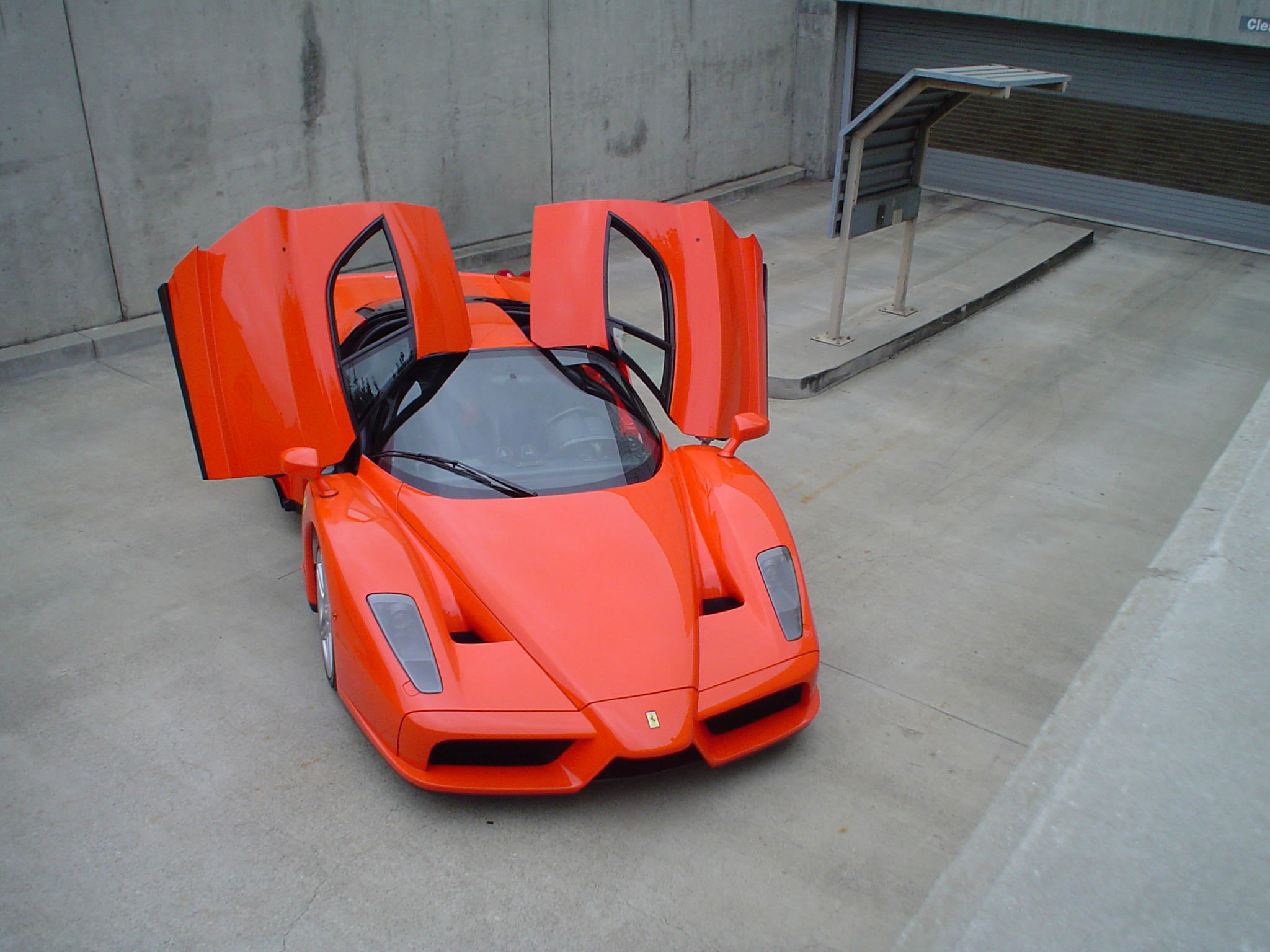
L'Enzo, portières ouvertes.
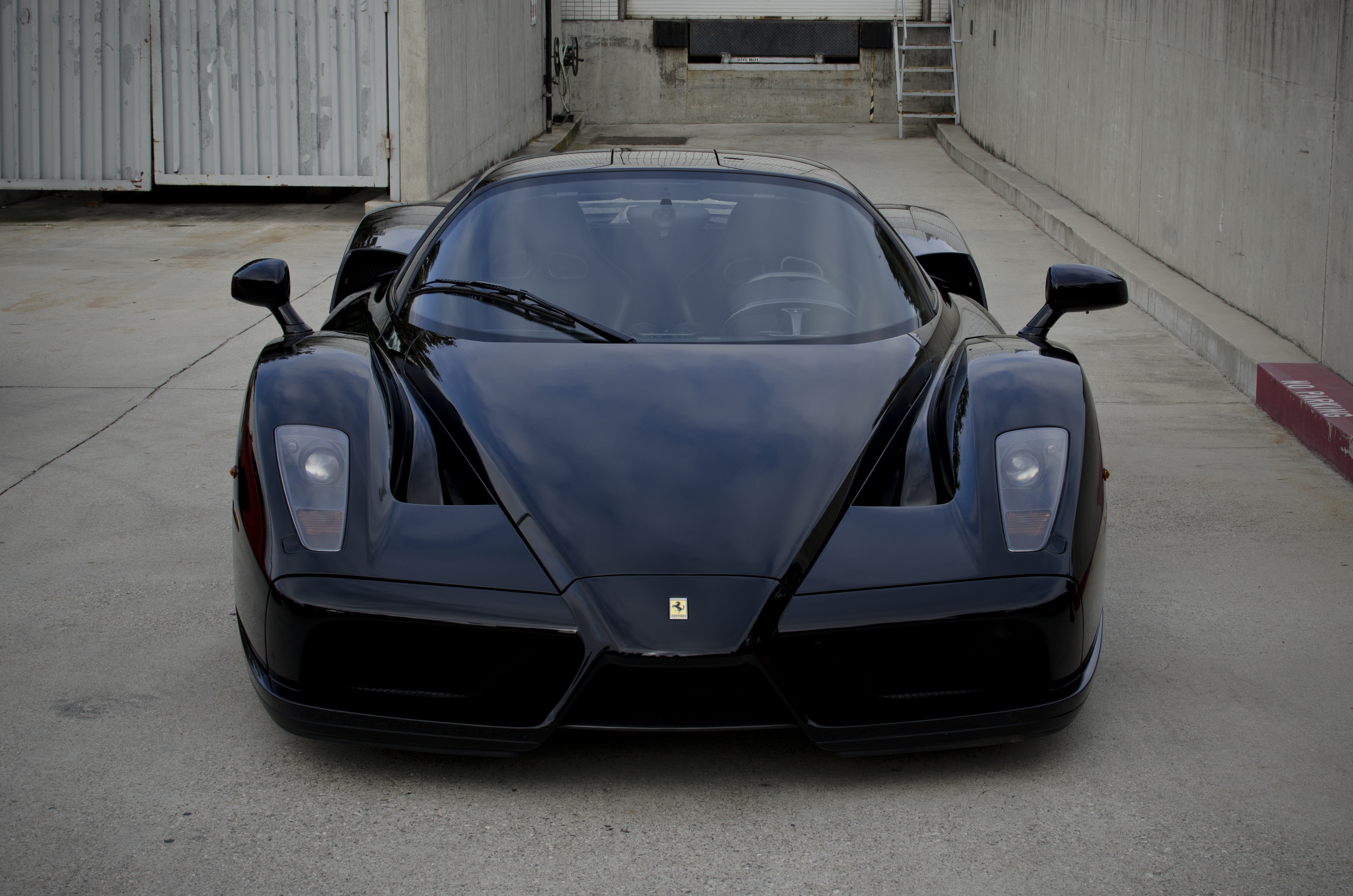
Vue de face.
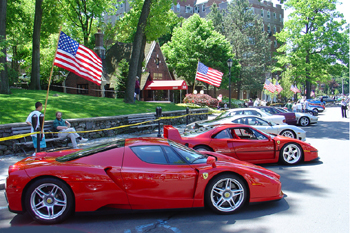
Vue de profil.
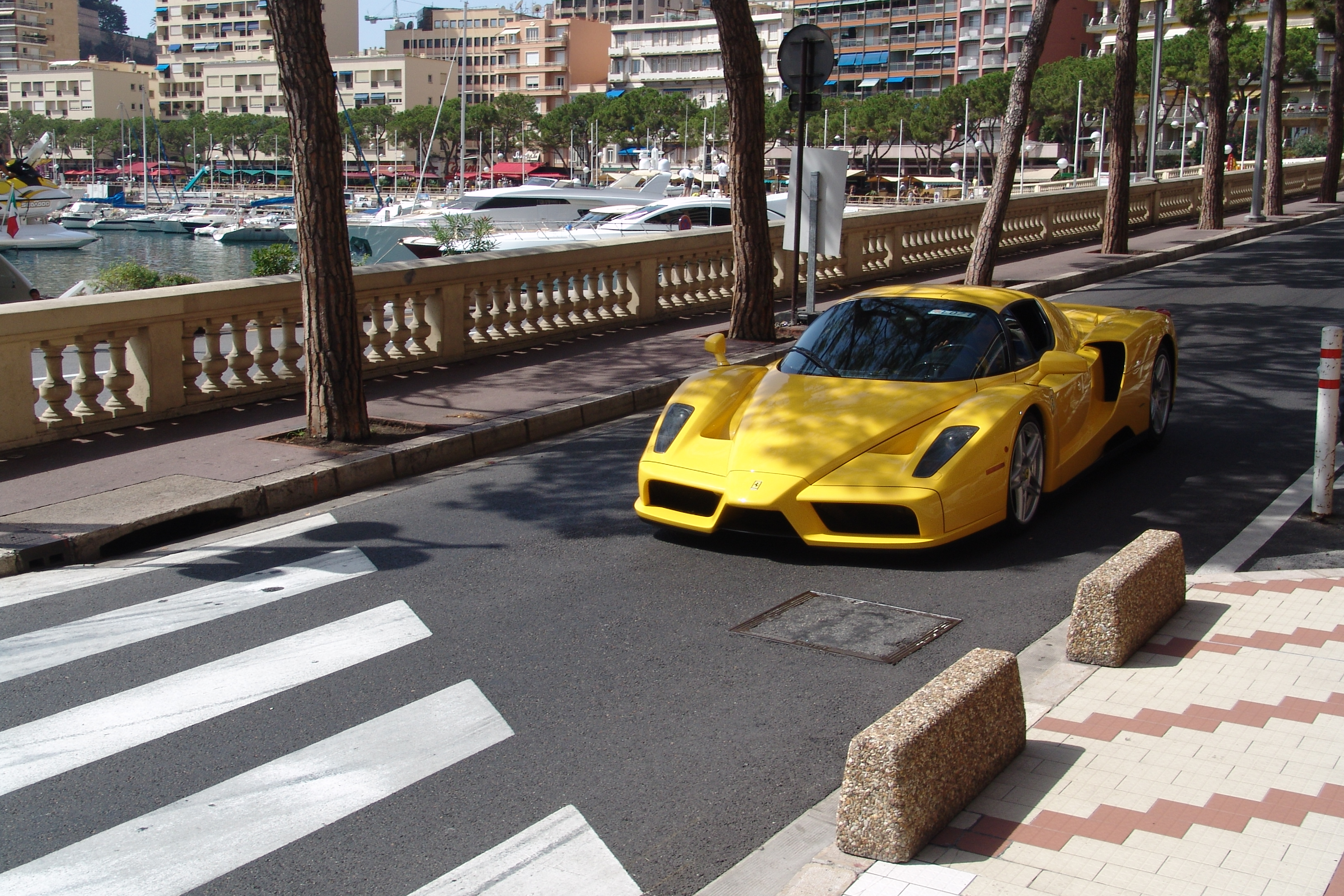
Dans les rues de Monaco.
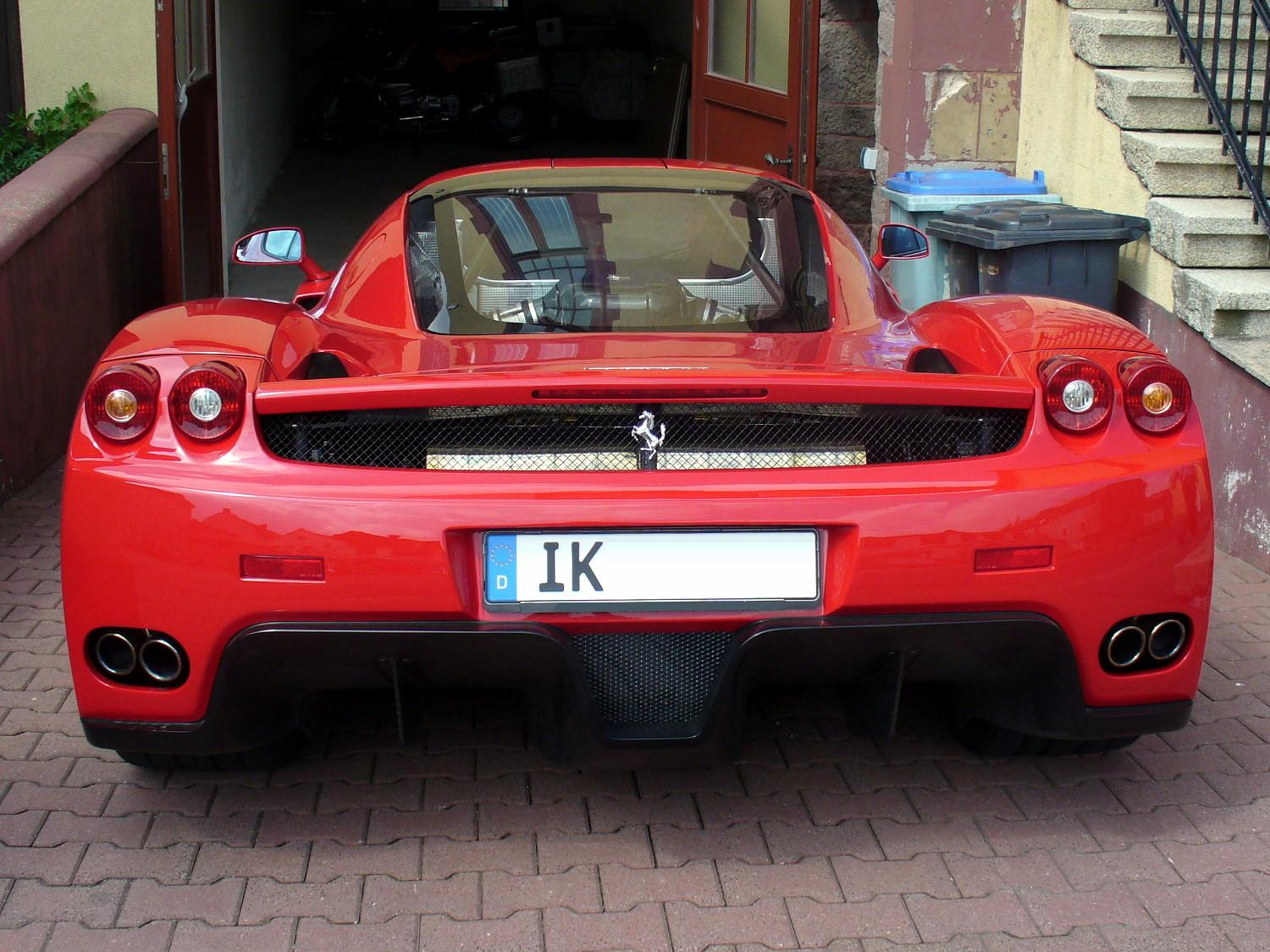
Vue arrière.
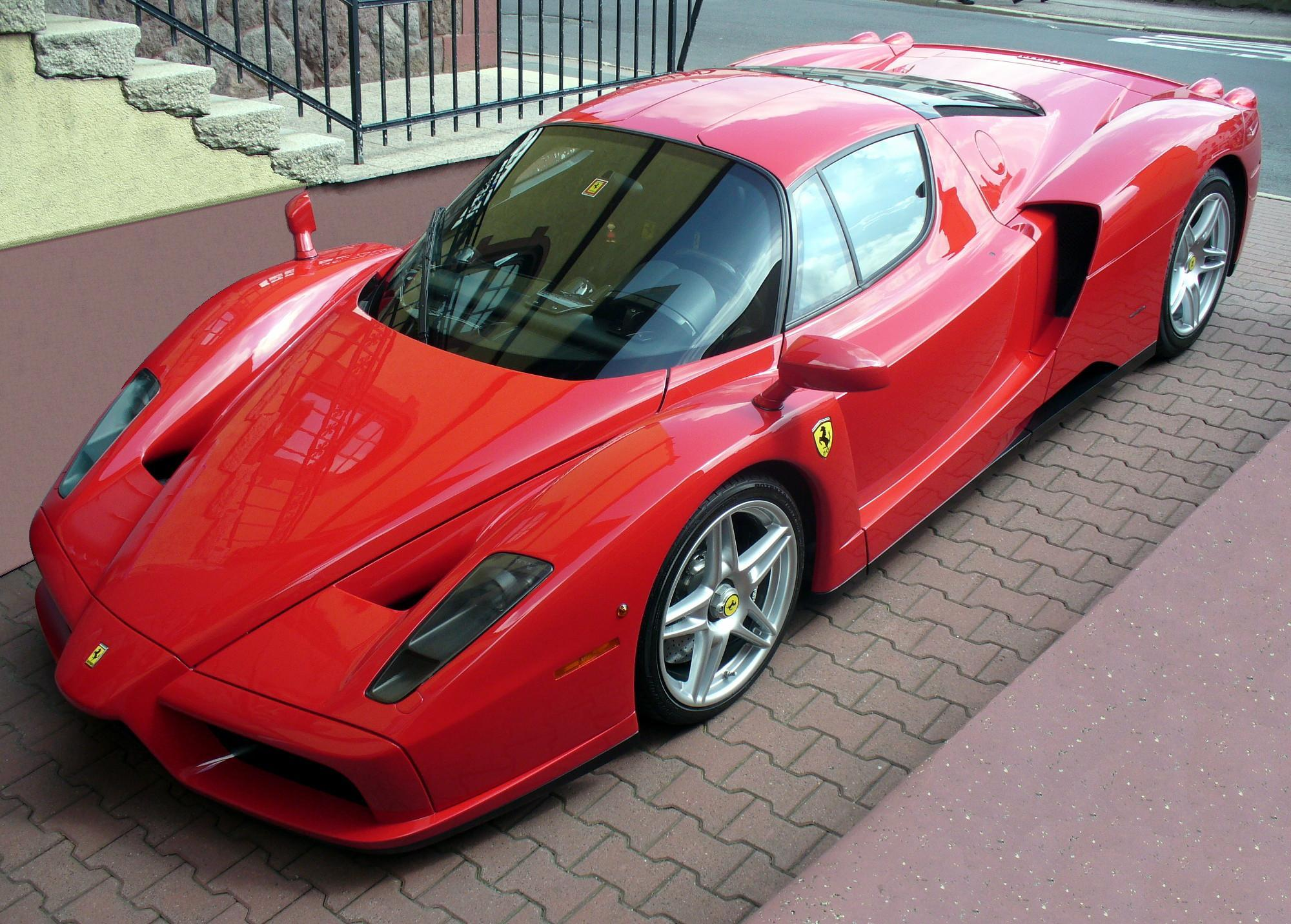
Vue de dessus.
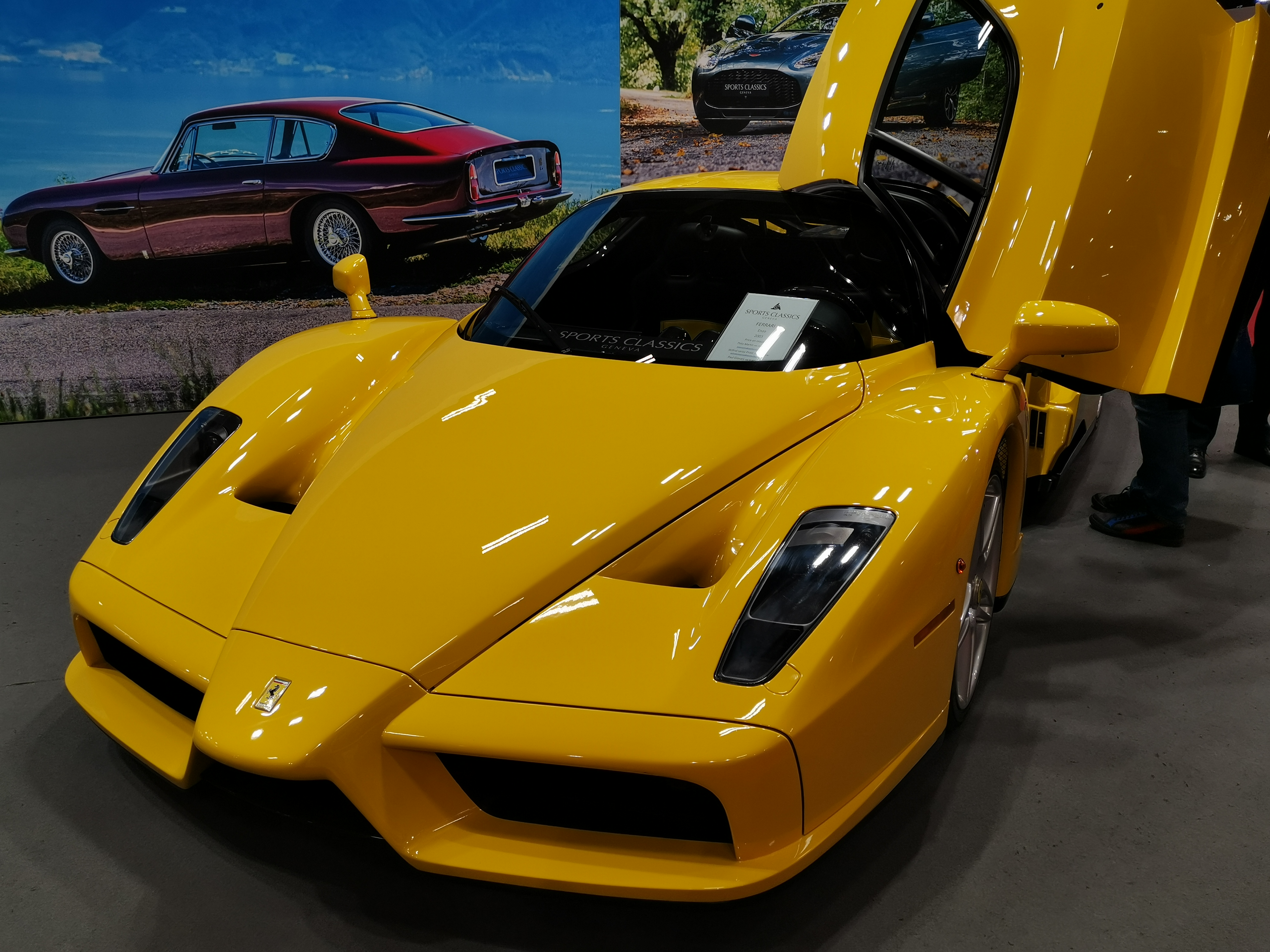
Salon Rétromobile 2020 Paris.
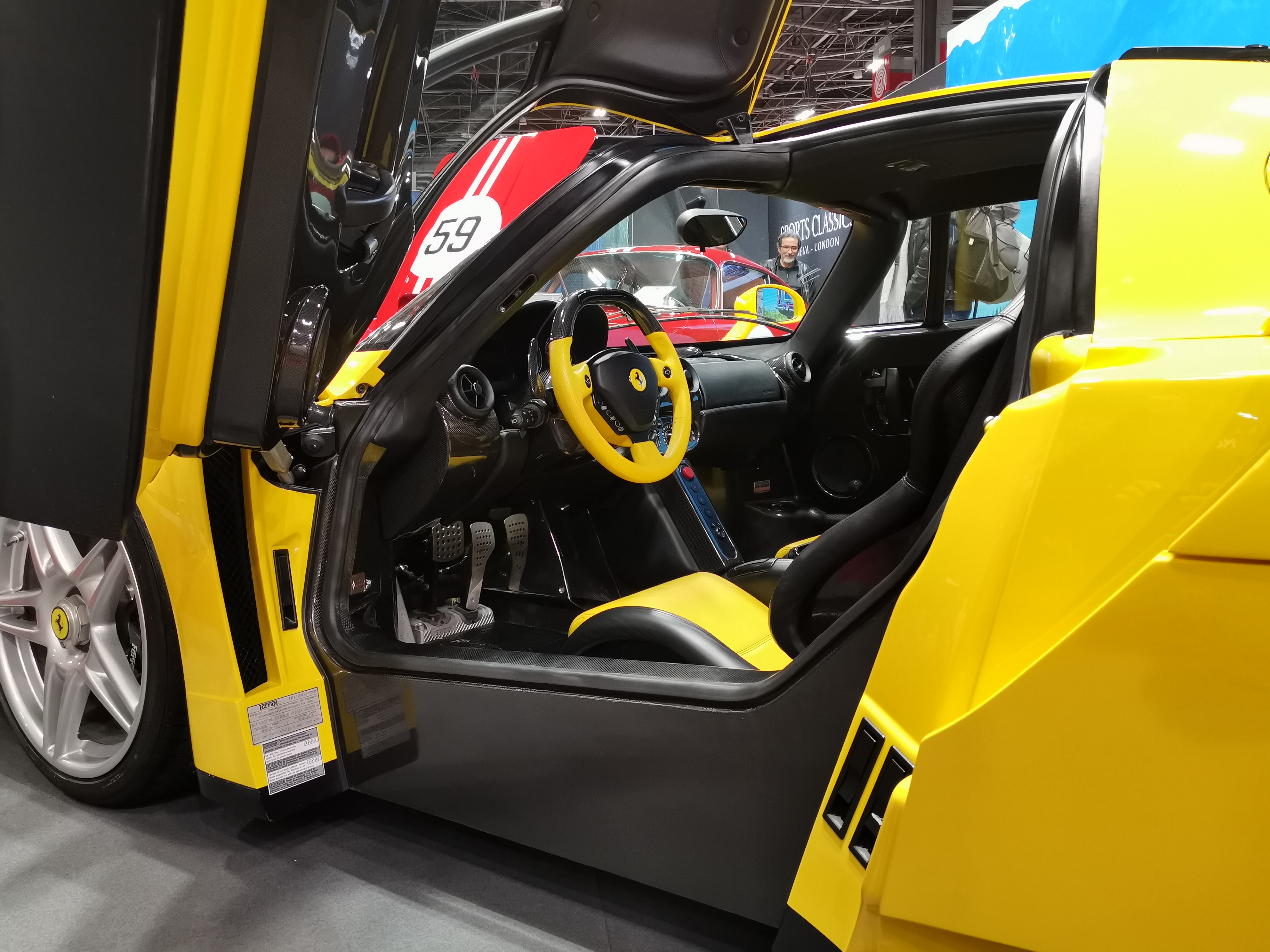
Salon Rétromobile 2020 Paris.
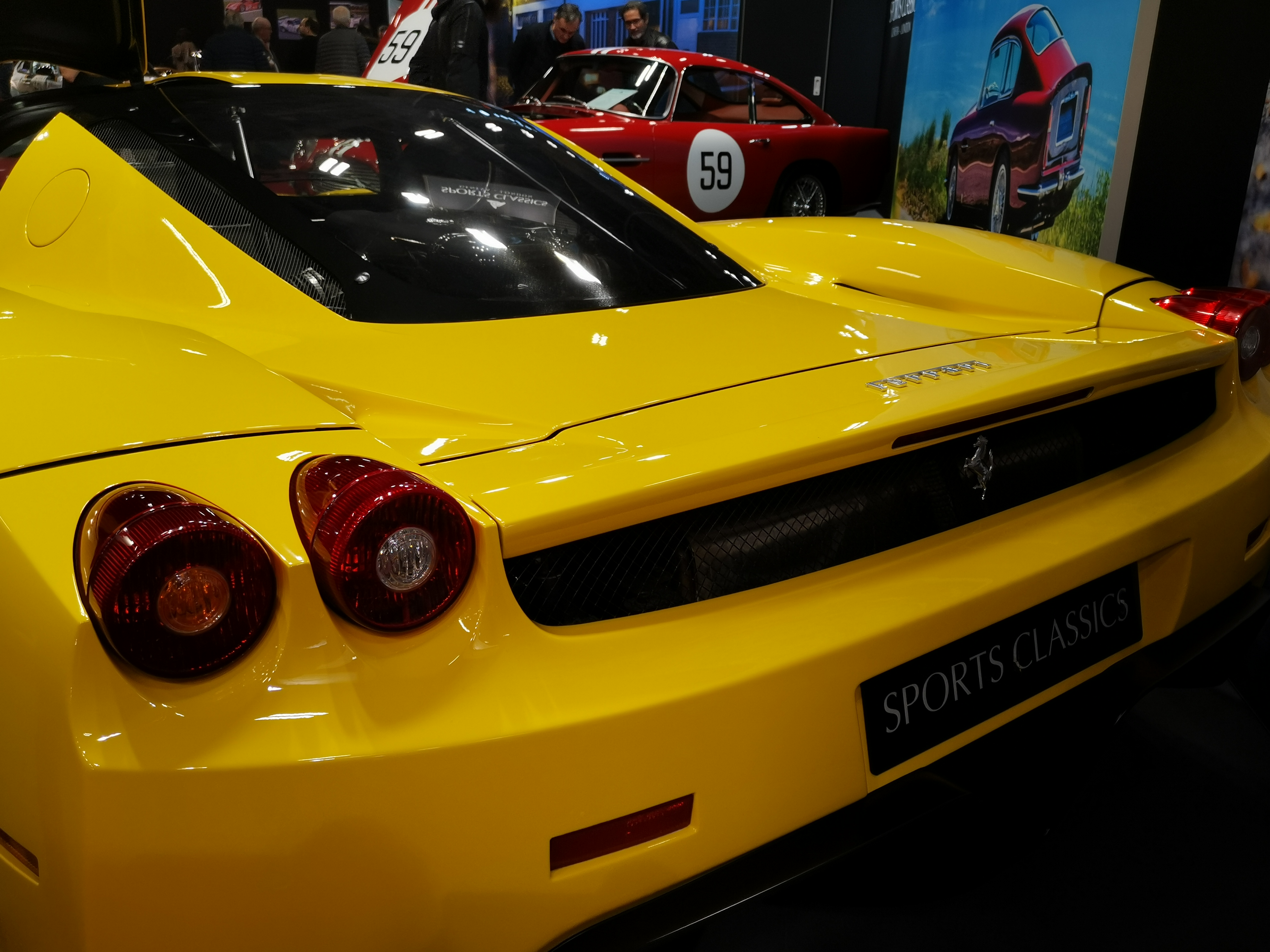
Salon Rétromobile 2020 Paris.